# Ліпеу
Ліпеу (рум. Lipău) — село у повіті Сату-Маре в Румунії. Входить до складу комуни Кулчу.
Село розташоване на відстані 430 км на північний захід від Бухареста, 20 км на південний схід від Сату-Маре, 110 км на північ від Клуж-Напоки.

## Населення
За даними перепису населення 2002 року у селі проживали 573 особи.
Національний склад населення села:
| Національність | Кількість осіб | Відсоток |
| -------------- | -------------- | -------- |
| румуни         | 567            | 99,0%    |
| угорці         | 6              | 1,0%     |

Рідною мовою назвали:
| Мова      | Кількість осіб | Відсоток |
| --------- | -------------- | -------- |
| румунська | 567            | 99,0%    |
| угорська  | 6              | 1,0%     |